# Gabriel Tuderus
Gabriel Tuderus, född troligen 1638 i S:t Marie, död 18 april 1705 i Torneå, var en finländsk präst. 
Gabriel Tuderus var son till Johannes Tuderus, vilken var prost i Kemi socken. Efter en stormig ungdom som student vid Kungliga Akademien i Åbo, där han relegerades, gjorde Tuderus bättring och utsågs efter studier vid Uppsala universitet 1669 till kaplan i Enare. Då Kuusamo avskildes som pastorat 1675 blev han dess förste kyrkoherde. År 1684 blev han kyrkoherde i Nedertorneå, som då omfattade byarna på båda sidor om Torne älv. 
Tuderus bedrev missionsarbete bland de fortfarande huvudsakligen hedniska samerna, vilket han skildrat i Twå berättelser om lapparnes omwändelse, tryckt 1773 långt efter hans död. Av sin samtid kritiserades han därvidlag för hårdhänthet, men han försvarade även sina samiska församlingsbor mot finska nybyggare. Han är även känd som författare till den humoristiska dikten Yxi Caunis Suomen-Kielinen Weisu, troligen tillkommen under hans tid i Åbo. Visan trycktes 1703 i Stockholm som ett skillingtryck. Men Tuderus utgav också andra småskrifter, bland annat en klagosång på svenska över Karl XI:s död. Denne hade han predikat för vid kungens besök i Torneå 1694.
Tuderus var gift med Brita Forselius, som var född i Råneå. Makarna bekostade målningarna i Torneå stadskyrkas korvalv.